# Sussurri e grida
(François Truffaut, Il piacere degli occhi, in "Collectif", 1960)
Sussurri e grida (Viskningar och rop) è un film del 1972 scritto e diretto da Ingmar Bergman.

## Trama
Agnese sta morendo di un male incurabile, e per l'occasione è accudita dalle sue due sorelle, Karin e Maria, e dalla serva Anna. La sofferenza di Agnese metterà a nudo i problemi che esistono all'interno della famiglia. Karin e Maria reagiscono in modo diverso davanti alla sorte della sfortunata sorella, ma entrambe se ne distaccano con eccessiva facilità. Lo stesso rapporto delle due sorelle con i propri mariti è turbolento: Karin è una donna fredda e non ha il minimo contatto con Fredrik suo marito, mentre Maria quasi ignora suo marito Joakim e non disdegna di tradirlo con David, il dottore che si prende cura della sorella malata. Fra i glaciali rapporti personali, l'unica persona di cuore della storia è Anna, la serva che da anni e anni si occupa di Agnese. Addirittura arriva ad allattarla come una bambina, quasi in memoria della propria figlia morta in tenera età. Dopo il funerale la proprietà viene venduta e Anna viene liquidata bruscamente mentre le due sorelle si lasciano freddamente.

## Analisi del film
Opera molto dura del maestro svedese, racchiude tutto il suo lirismo proprio nelle sequenze più gelide. La fotografia di Sven Nykvist è essenziale, basandosi su colori molto decisi che rispecchiano anche lo stato emotivo dei personaggi: rosso per il dolore, bianco per l'innocenza, nero per il lutto. Inoltre Bergman ricorre all'uso di flashback e voce narrante, espedienti poco usati nella sua filmografia.
La prima frase pronunciata da Agnese, « È lunedì mattina presto... e sto soffrendo.», introduce l'atmosfera sofferente che grava in tutta l'opera, dominata da un lato dalla freddezza di Karin e dall'altro dalla superficialità di Maria.
Il film si svolge prevalentemente negli interni di una villa, dove ogni piccolo particolare è curato e preciso, ma in cui non c'è la benché minima traccia di amore, se non quello della badante Anna. L'arredamento è freddo e quasi impersonale, mentre le rare vedute dell'esterno innevato ricordano i quadri di Pieter Brueghel il Giovane.
Bergman affronta il tema della morte, ponendo sullo sfondo una famiglia benestante e un paesaggio ameno ed esplicitando il conflitto fra Karin e Maria da una parte, entrambe imprigionate dalle reti di un sistema borghese dove ogni valore perde senso, come la femminilità e il matrimonio, dove i sentimenti si vendono alle convenzioni e dove una cieca e inconfessabile fragilità etica impedisce qualsiasi confronto con il diverso e con il trascendente, e la brava Anna e la povera Agnese dall'altra, che in un devoto silenzio, interrotto raramente da frasi brevi e concitate, racchiudono la loro religiosità, la loro purezza interiore e il loro infinito e sincero affetto, che le unisce in una scena commovente, dove Anna accoglie nel suo materno seno le spoglie esanimi di Agnese, riproducendo una moderna Pietà di Michelangelo. "Un film di estrema violenza", lo definisce Piera Detassis. In effetti, tra un rosso e l'altro, Bergman riesce a inserire, come di consueto, un'inestimabile morale di vita: accetta il dolore e sorridi alla felicità.
"Tutti i miei film possono essere pensati in bianco e nero, eccetto Sussurri e grida. C’è scritto anche nella sceneggiatura, io ho sempre immaginato il rosso come l’interno dell’anima" (Ingmar Bergman).
La colonna sonora è costituita esclusivamente da due brani di musica classica:
- Mazurka in La minore, op. 17 n. 4, di Fryderyk Chopin, eseguita al pianoforte da Käbi Laretei
- Sarabande dalla Suite n. 5 in Do minore, BWV 1011 di Johann Sebastian Bach, eseguita al violoncello da Pierre Fournier

Il film, girato nel 1971, uscì in anteprima a New York il 21 dicembre 1972, mentre in patria arrivò solo il 5 marzo 1973. Nell'aprile 2005 è uscita in Italia l'edizione rimasterizzata in DVD.

## Produzione
- Location: nella proprietà Taxinge-Näsby a Mariefred (Svezia); dal 7 settembre al 29 ottobre 1971

## Riconoscimenti
- 1974 - Premio Oscar
  - Migliore fotografia a Sven Nykvist
  - Candidatura Miglior film a Lars-Owe Carlberg
  - Candidatura Miglior regista a Ingmar Bergman
  - Candidatura Migliore sceneggiatura originale a Ingmar Bergman
  - Candidatura Migliori costumi a Marik Vos
- 1973 - Golden Globe
  - Candidatura Miglior film straniero (Svezia)
- 1974 - Premio BAFTA
  - Candidatura Migliore fotografia a Sven Nykvist
  - Candidatura Miglior attrice non protagonista a Ingrid Thulin
- 1974 - David di Donatello
  - Miglior regista straniero a Ingmar Bergman
  - David speciale a Harriet Andersson
  - David speciale a Ingrid Thulin
  - David speciale a Liv Ullmann
  - David speciale a Kari Sylwan
- 1974 - Nastro d'argento
  - Regista del miglior film straniero a Ingmar Bergman
- 1973 - Festival di Cannes
  - Gran premio della commissione superiore tecnica a Ingmar Bergman
- 1973 - New York Film Critics Circle Awards
  - Miglior film
- 1974 - Kansas City Film Critics Circle Awards
  - Miglior regista a Ingmar Bergman
  - Miglior film straniero (Svezia)
- 1973 - Guldbagge
  - Miglior film
  - Miglior attrice a Harriet Andersson
  - Premio speciale a Sven Nykvist per la direzione della fotografia

## Titoli con cui è stato distribuito
- Gritos y susurros, Argentina (16 novembre 2002, Clásicos de estreno), Spagna
- Cries and Whispers, Stati Uniti d'America (21 dicembre 1972, New York)
- Cris et chuchotements, Francia, (maggio 1973, Festival di Cannes)
- Gritos e sussurros, Brasile
- Hvisken og råb, Danimarca (5 aprile 2003, NatFilm Festival)
- Kravges kai psithyroi, Grecia (19 settembre 2003, nuova edizione; 10 ottobre 2003 nuova riedizione)
- Kuiskauksia ja huutoja, Finlandia (4 ottobre 1974)
- Lágrimas e suspiros, Portogallo
- Schreie und Flüstern, Germania Ovest, 1974
- Sosinad ja karjed, Estonia
- Suttogások, sikolyok, Ungheria
- Szepty i krzyki, Polonia (13 aprile 2007, nuova edizione)
- Schreew zonder antwoord, Paesi Bassi
- Seoty a vykriky, Cecoslovacchia
- Viskningar och rop, Norvegia